# ロラン・ルーカス・ペレイラ・デ・ソウザ
ロラン・ルーカス・ペレイラ・デ・ソウザ（Lorran Lucas Pereira de Sousa, 2006年7月4日 - ）は、ブラジルのリオデジャネイロ州リオデジャネイロ出身のプロサッカー選手。カンピオナート・ブラジレイロ・セリエAのCRフラメンゴ所属。ポジションはミッドフィールダー。

## 経歴
2020年よりCRフラメンゴのユースアカデミーに加入し、2022年7月4日に最初のプロ契約を結んだ。
2023年1月12日、カンピオナート・カリオカのアウダックス・リオデジャネイロEC戦に途中出場してプロデビューした。同月23日のバングーAC戦にて、フラメンゴ史上最年少となる16歳と6か月20日でのプロ初得点を記録した。

## 代表歴
2023年のFIFA U-17ワールドカップにブラジル代表で出場した。